# Monarca
|  | «Rei» redirigeix aquí. Vegeu-ne altres significats a «Rei (desambiguació)». |

Un monarca és la persona que governa una monarquia, una forma d'estat (en oposició a la República) i una forma de govern en la qual una entitat política és governada o controlada per un individu que, en la majoria de casos, ha rebut aquesta funció per herència i l'exercirà de per vida o fins a l'abdicació. Els monarques poden ser autòcrates -monarquia absoluta- o caps d'estat cerimonials amb auctoritas però sense potestas de govern, la qual és exercida pel parlament -monarquia constitucional-. El monarca pot tenir qualsevol dignitat (títol) -rei, duc, comte, etc- o reunir-ne múltiples en la seva mateixa persona. Històricament els monarques han estat governants absoluts, però la majoria dels monarques actual són caps d'estat cerimonials. La paraula «monarca» prové del grec monos archein que significa «únic governant» i feia referència a un governant absolut de l'antiga Grècia.

## Definició de monarca
Algunes característiques dels monarques són: 
- La majoria dels monarques ostenten el títol de manera vitalícia; un monarca pot renunciar al seu títol abdicant; algunes excepcions són : el Copríncep francès d'Andorra (el president de França, encara que Andorra podria ser considerada una diarquia), el Yang di-Pertuan Agong (rei) de Malàisia és considerat un monarca encara que només per un període cinc anys. D'altra banda els dictadors vitalicis no són considerats com a monarques.
- Els monarques provenen d'una família reial i reben ensenyament de les seves futures tasques; són succeïts després de la seva mort o abdicació per un altre membre de llurs pròpies famílies (sovint el fill o la filla major). Com a resultat, les monarquies més estables han tingut una línia de sang que ha perdurat per molts segles. Algunes excepcions són: el rei de Malàisia, el papa (com a monarca del Vaticà). D'altra banda la successió familiar també ha ocorregut en les dictadures militars.
- La majoria dels monarques ostenten títols que són tradicionals en referència a una monarquia: rei, príncep, duc, comte, emperador, etc.

## Línia d'honor dels títols nobiliaris
| Emperador | Rei | Príncep | Infant | Duc | Marquès | Comte | Vescomte | Baró | Senyor | Castlà |
| --------- | --- | ------- | ------ | --- | ------- | ----- | -------- | ---- | ------ | ------ |

## Títols dels monarques tradicionals d'Europa
Existeixen a Europa diversos títols que els monarques poden ostentar. Els títols femenins s'utilitzen si el monarca és una dona, o si és esposa d'un monarca i, per tant, cal distingir entre els dos casos (per exemple: reina consort o reina regnant). El títol normal d'un monarca a Europa, si no ostenta un càrrec superior, és el títol de príncep (o princesa) per convenció. Aquest títol (i altres) eren atorgats per un emperador, mentre que els monarques dels estats sobirans escollien el títol a discreció (la majoria del temps escollien el títol de rei o reina).
| Títol masculí | Femení        | Reialme    | Llatí      | Exemples |
| ------------- | ------------- | ---------- | ---------- | --- |
| Papa          |               | Papat      | Papa       | Actual: Ciutat del Vaticà Històric: Estats Pontificis; en els països catòlics, coronava els emperadors, legitimava els reialmes i era preeminent a tots els monarques en les relacions diplomàtiques. |
| Emperador     | Emperadriu    | Imperi     | Imperator  | Històric: Imperi Romà, Imperi Romà d'Orient, Sacre Imperi Romanogermànic, Imperi Otomà, Imperi Espanyol, Imperi Britànic, Imperi Austrohongarès, Imperi Alemany, Imperi Napoleònic, Imperi Rus.       |
| Rei           | Reina         | Regne      | Rex        | Actual: Regne de Bèlgica, Regne de Dinamarca, Regne d'Espanya, Regne Unit de la Gran Bretanya, Regne de Noruega, Regne dels Països Baixos, Regne de Suècia.                                           |
| Gran Duc      | Gran duquessa | Gran ducat | Magnus Dux | Actual: Luxemburg. Històric: Lituània, Baden, Toscana, etc. |
| Príncep       | Princesa      | Principat  | Princeps   | Actual: Principat de Mònaco, Liechtenstein i en certa manera Principat d'Andorra amb 2 Coprínceps Històric:Principat de Kiev, Principat d'Orange.                                                     |
| Duc           | Duquessa      | Ducat      | Dux        | Històric: Ducat de Bretanya |
| Comte         | Comtessa      | Comtat     | Comtes     | Històric: Comtat de Barcelona |
| Senyor        | Senyora       | Senyoria   | Dominus    | Històric: Senyoria de Montpeller, abans de 1252 |

## Protocol
Hi ha complexes regles de protocol per a relacionar-se amb els reis. En alguns països cal fer una reverència o besar la mà si és una dona, en altres no es pot donar mai l'esquena al monarca o estar en un nivell d'alçada superior. També hi ha varietat en les formes de dirigir-se al monarca, essent Majestat i Altesa les fórmules més comunes.